# Rue Jean-Gayral
La rue Jean-Gayral (en occitan : carrièra Joan Gairal) est une voie de Toulouse, chef-lieu de la région Occitanie, dans le Midi de la France.

## Situation et accès

### Description
La rue Jean-Gayral est une voie publique. Elle traverse le quartier des Sept-Deniers, dans le secteur 3 - Nord.
La chaussée compte une seule voie de circulation automobile à double-sens. Elle est définie, entre la route de Blagnac et la rue des Troènes, comme une zone 30 et la vitesse y est limitée à 30 km/h. Il n'existe pas d'aménagement cyclable.

### Voies rencontrées
La rue Jean-Gayral rencontre les voies suivantes, dans l'ordre des numéros croissants (« g » indique que la rue se situe à gauche, « d » à droite) :
1. Route de Blagnac
2. Chemin des Sept-Deniers (g)
3. Rue Franz-Schubert (d)
4. Rue Victor-Duruy (g)
5. Rue des Troènes
6. Impasse des Dahlias (g)
7. Rue des Sports (d)

### Transports
La rue Jean-Gayral n'est pas directement desservie par les transports en commun Tisséo. Elle aboutit cependant, à l'ouest, à la route de Blagnac, parcourue par les lignes du Linéo L1 et de bus 70. Au nord, par le chemin des Sept-Deniers, on atteindra en 2028 la future station Sept-Deniers, sur la ligne de métro .
Les stations de vélos en libre-service VélôToulouse les plus proches sont les stations no 131 (15 rue Paul-Bernies) et no 219 (35 rue Giacomo-Puccini).

## Odonymie
La rue porte le nom de Jean Gayral (1902-1946). Il naît le 6 mai 1902 à Toulouse, 26 rue Matabiau, fils d'un charpentier et d'une tailleuse. En 1929, il épouse à Biarritz Anne Bonneçon, dite Anita, son aînée de 16 ans. Il est entrepreneur de travaux publics. Pendant la Seconde Guerre mondiale, il s'engage dans la Résistance et adhère au mouvement Combat. Au début de l'année 1943, Anita et lui cachent Berty Albrecht, évadée de prison depuis le mois de décembre 1942. Mais il est arrêté et déporté au camp de Mauthausen le 22 avril dans le cadre de l'Aktion Meerschaum, qui vise à fournir une main-d'œuvre servile aux camps de concentration, utilisés comme centres de mobilisation économique dans le cadre de la guerre totale que mène Troisième Reich. Après la libération du camp, le 5 mai 1945, il rejoint Paris, puis Toulouse, où il meurt le 28 juin 1946. Il habitait dans la rue, dans une maison au no 21. Le 31 mars 1947, il est médaillé de l'ordre de la Libération avec rosette à titre posthume.
La rue Jean-Gayral était, lors de son aménagement au XVIIe siècle, une partie du chemin qui, depuis la porte de Lascrosses (emplacement de l'actuel no 17 boulevard Lascrosses), allait au port et au bac qui, franchissant la Garonne, permettait de rejoindre le village de Blagnac : c'est pour cette raison qu'il est simplement désigné comme le chemin-nouveau du Port-de-Blagnac. À partir du XIXe siècle, le nom de petit-chemin des Sept-Deniers finit par s'imposer. En 1937, la municipalité d'Antoine Ellen-Prévot la transforma en rue Gioacchino-Rossini, en l'honneur de Gioachino Rossini (1792-1868), compositeur et pianiste italien. C'est d'ailleurs à la même époque que deux autres rues du quartier reçurent des noms de compositeurs européens, la rue Franz-Schubert et la rue Giacomo-Puccini. Le nom de Rossini disparut finalement le 12 avril 1947 au profit de Jean Gayral – il n'a pas été attribué à de nouvelle voie.

## Patrimoine et lieux d'intérêt

### Maisons et immeubles
- no  75 ter : maison.
- no  79 : maison.
- no  93 : immeuble (1911)[9].

### Parc public
- aire de loisirs des Ponts-Jumeaux. 
L'aire de loisirs, d'une superficie de 29 200 m², est accessible par la rue Jean-Gayral et par la rue des Sports. Elle possède un terrain de football, un terrain de basket et une aire de jeux pour enfants.